# Гридино (Гусь-Хрустальный район)
Гридино — упразднённая деревня в Гусь-Хрустальном районе Владимирской области России.

## География
Урочище находится в юго-западной части области, в зоне хвойно-широколиственных лесов, к востоку от автодороги Р132, на расстоянии 12 километров (по прямой) к северо-востоку от города Гусь-Хрустальный, административного центра района.

### Климат
Климат характеризуется как умеренно континентальный. Средняя температура воздуха самого холодного месяца (января) — −11 °C, средняя температура воздуха самого тёплого месяца (июля) — +18,4 °С. Годовое количество атмосферных осадков составляет 500 −550 мм. В годовой розе ветров преобладают южные и юго-западные ветры умеренной силы.

## История
В «Списке населенных мест Владимирской губернии по сведениям 1859 года» населённый пункт упомянут как владельческое сельцо Судогодского уезда, расположенное в 24 верстах от уездного города. В сельце насчитывалось 40 дворов и проживало 236 человек (106 мужчин и 130 женщин).
По состоянию на 1905 год, в Гридине имелось 40 дворов и проживало 183 человека. В административном отношении деревня входила в состав Моругинской волости.
По данным 1926 года, в деревне имелось 46 хозяйств (в том числе 45 крестьянских) и проживало 236 человек (108 мужчин и 128 женщин). Являлась центром Гридинского сельсовета Арсамакинской волости Гусевского уезда.
На момент упразднения входил в состав Васильевского сельсовета Гусь-Хрустального района. Упразднена решением облисполкома № 284 от 17 марта 1977 года как фактически не существующая.